# Блех, Ханс Кристиан
Ханс Кристиан Блех (нем. Hans Christian Blech, 20 февраля 1915 — 5 марта 1993) — немецкий актёр театра, кино и телевидения.

## Биография
Ханс Кристиан Блех родился 20 февраля 1915 года в городе Дармштадте.
Окончил актёрскую школу, с 1937 года играл в театре, в том числе, в Цюрихском драматическом театре и берлинском театре «Свободная народная сцена». В 1940 году его призвали в немецкую армию, Блех воевал в СССР на восточном фронте Второй мировой войны. Попал в британский плен, вышел на свободу в 1947 году.
После освобождения играл в Мюнхенском камерном театре и других немецких театрах. Блех работал с известными театральными режиссёрами: Эрихом Энгелем, Хансом Швейкартом, Бертольтом Брехтом.
В 1948 году состоялся его дебют в кино. Снимался у режиссёров Нового немецкого кино.
Ханс Кристиан Блех умер 5 марта 1993 года в городе Мюнхене.

## Избранная фильмография
- 1961 — Загон / L’Enclos — Карл Шонгауэр
- 1964 — Визит / Der Besuch — капитан Добрик
- 1965 — Моритури / Morituri
- 1965 — Битва в Арденнах / Battle of the Bulge — Конрад
- 1966 — Воровка / La voleuse
- 1969 — Ремагенский мост / The Bridge at Remagen
- 1969 — Кардильяк / Cardillac — Кардильяк
- 1973 — Алая буква / Der scharlachrote Buchstabe
- 1973 — Джордано Бруно / Giordano Bruno
- 1975 — Ложное движение / Falsche Bewegung
- 1975 — Плоть орхидеи / La chair de l’orchidée
- 1975 — Невинные с грязными руками / Les Innocents aux mains sales
- 1985 — Полковник Редль / Oberst Redl